# Louis Béguet
Louis Béguet   (Neuf-Mesnil, 7 de desembre de 1894 - Nantes, 2 de març de 1983) va ser un esportista francès que va competir durant les dècades de 1910 i 1920. Destacà sobretot com a jugador de rugbi a 15, però també fou un bon atleta i golfista.
El 1924 va ser seleccionat per jugar amb la selecció de França de rugbi a 15 que va prendre part en els Jocs Olímpics de París, on guanyà la medalla de plata.
Pel que fa a clubs, jugà al Stade nantais université club entre 1920 i 1928, però paral·lelament jugà al Racing club de France entre 1921 i 1924 i al Paris université club (1924-25). Com a atleta es proclamà campió nacional de llançament de martell el 1923.